# Hexatoma (Eriocera) sculleniana
Hexatoma (Eriocera) sculleniana is een tweevleugelige uit de familie steltmuggen (Limoniidae). De soort komt voor in het Neotropisch gebied.